# Onthophagus heyrovskyi
Onthophagus heyrovskyi är en skalbaggsart som beskrevs av Vsetecka 1943. Onthophagus heyrovskyi ingår i släktet Onthophagus och familjen bladhorningar. Inga underarter finns listade i Catalogue of Life.